# Dean Woods
Dean Anthony Woods OAM (ur. 22 czerwca 1966 w Wangaratta, zm. 3 marca 2022 w Gold Coast) – australijski kolarz torowy i szosowy, czterokrotny medalista olimpijski oraz dwukrotny medalista mistrzostw świata w kolarstwie torowym.

## Kariera
Pierwszy sukces w karierze Dean Woods odniósł w 1983 roku, kiedy zdobył złoty medal w indywidualnym wyścigu na dochodzenie i srebrny w wyścigu punktowym podczas mistrzostw świata juniorów. Rok później w tej samej kategorii wiekowej obronił tytuł w wyścigu na dochodzenie, a wspólnie z Michaelem Grendą, Kevinem Nicholsem i Michaelem Turturem wywalczył złoty medal w drużynowym wyścigu na dochodzenie podczas XXIII Letnich Igrzysk Olimpijskich w Los Angeles. Podczas tych samych igrzysk był ponadto czwarty indywidualnie, przegrywając walkę o brązowy medal z reprezentantem Stanów Zjednoczonych Leonardem Nitzem. W 1986 zdobył brązowy medal indywidualnie podczas 83. Mistrzostw Świata w Colorado Springs, ulegając jedynie reprezentantom Związku Radzieckiego: Wiaczesławowi Jekimowowi i Gintautasowi Umarasowi. W tym samym roku brał udział w Igrzyskach Wspólnoty Narodów w Edynburgu, gdzie zwyciężył w drużynowym i indywidualnym wyścigu na dochodzenie, a w wyścigu na 10 mil był drugi. XXIV Letnie Igrzyska Olimpijskie w Seulu w 1988 przyniosły mu kolejne dwa medale: srebrny indywidualnie za Gintautasem Umarasem i brązowy w drużynie. Podczas rozgrywanych rok później 86. Mistrzostw Świata w Lyonie zdobył indywidualnie srebrny medal, przegrywając tylko z reprezentantem Wielkiej Brytanii Colinem Sturgessem. Ostatni medal zdobył podczas XXVI Letnich Igrzysk Olimpijskich w Atlancie w 1996, zajmując wraz z kolegami z reprezentacji trzecie miejsce w drużynowym wyścigu na dochodzenie. Startował także w wyścigach szosowych – jego największe osiągnięcia to zwycięstwo w Melbourne w Australii w wyścigu Warrnambool Classic odniesione w 1993 i drugie miejsce wywalczone w wyścigu Trois jours de Flandre-Occidentale w Belgii w 1989 roku.
8 lutego 2000 otrzymał Order Australii.